# اونجو (مالیات)
اونجو (به ژاپنی: 運上 うんじょう)، نوعی مالیات در ژاپن مدرن است. وقتی به صورت نقدی پرداخت می‌شود، اونجوکین (運上金) نامیده می‌شود.
در قرون وسطی، به پرداخت مالیات سالانه جمع‌آوری‌شده از املاک به یک ارباب مرکزی در منطقه‌ای دوردست اشاره داشت.